# Georg Mack (Politiker, 1899)
Georg Mack (* 15. Mai 1899 in Auerbach; † 12. Oktober 1973 ebenda) war ein deutscher Politiker (CSU).

## Leben
Mack war auf dem elterlichen landwirtschaftlichen Anwesen tätig und Soldat im Ersten Weltkrieg. Nach dem Krieg übernahm er den elterlichen Hof und gründete ein landwirtschaftliches Lagerhaus.
Mack war bis 1933 Mitglied des Kreistags und der Bezirksbauernkammer. Zum 1. August 1935 beantragte er die Aufnahme in die NSDAP, die aber abgelehnt wurde. 1945 wurde er Bürgermeister von Auerbach und stellvertretender Landrat für den Landkreis Ansbach. Im gleichen Jahr war er Mitbegründer der CSU im Raum Ansbach, wurde dort Mitglied des Kreistags und des Bezirkstags Mittel- und Oberfranken. 1946 war er Mitglied der verfassunggebenden Landesversammlung und wurde in den Bayerischen Landtag gewählt, dem er bis 1970 angehörte. Ab 1950 wurde er stets direkt im Stimmkreis Ansbach-Stadt und -Land gewählt. Mack war zudem Vizepräsident des Bayerischen Gemeindetags, Vizepräsident des deutschen Getreide-, Futter- und Düngemittelhandels sowie Ehrenpräsident des Landeshandelsverbands Bayern und Vorsitzender des Aufsichtsrats der Vereinigten Landwarenkaufleute in Bayern „Lagerland“.

## Ehrungen und Auszeichnungen
Georg Mack wurde für seine Verdienste mit mehreren hohen Auszeichnungen geehrt. Unter anderem erhielt er am 1. Dezember 1961 für besondere Verdienste um die bayerische Verfassung die Bayerische Verfassungsmedaille in Gold. 1965 wurde ihm das Große Bundesverdienstkreuz verliehen.